# Suor Monika
Suor Monika (Schwester Monika) è un romanzo erotico in lingua tedesca, pubblicato per la prima volta nel 1815 in forma anonima in Prussia. 

## Storia editoriale
Schwester Monika fu data alle stampe nel 1815 presso la casa editrice «Kos und Loretto» (probabile sigla pseudonima dell'editore Kühn, specializzato in pubblicazioni erotico-pornografiche) con il lungo titolo Schwester Monika, erzhält und erfhärt. Eine erotisch-psysisch-psychisch-philantropisch-philantroipinische Urkunde des säkularisierten Klosters X in S (ovvero "Suor Monika, esperienze e racconti. Un documento erotico-fisico-psichico-filantropico-filantropinico del convento laicizzato di X a S").
L'opera fu ristampata in 800 copie nel 1910 a Vienna con una prefazione del curatore Gustav Gugitz che indicava per la prima volta E.T.A. Hoffmann quale autore. L'attribuzione scatenò le reazioni scandalizzate degli studiosi dello scrittore, da sempre noto per la "purezza dei suoi costumi". Ma le analisi linguistiche, unitamente ad alcune testimonianze sull'esistenza del manoscritto originale, hanno finito per convincere la critica ad attribuire la paternità dell'opera a Hoffmann. Respingono l'attribuzione a Hoffmann, tra gli altri, Paul Englisch («il romanzo stesso dimostra subito che Hoffmann non può esserne l’autore»), Riccardo Reim, Hans von Müller, Karl Georg Massen, Johann Cerny, Sarane Alexandrian, Claudio Magris e Italo Alighiero Chiusano. Per Claudio Magris: «L'indagine sulla paternità di Suor Monika, condotta con scrupolosa puntualità da Gugitz, non approda né può approdare – nonostante l’autorevole convinzione di quest’ultimo – [...] ad alcun risultato definitivo, almeno finché non emergerà qualche nuova prova materiale inoppugnabile. Troppi elementi contrastanti si controbilanciano: il livello scadente del testo mal si concilia con le qualità stilistiche dimostrate da Hoffmann anche nelle sue opere minori». Afferma Italo Alighiero Chiusano: «È davvero di Hoffmann, sia pure di uno Hoffmann della "mano sinistra", questo romanzetto incompiuto dal titolo Suor Monica? [...] La prima reazione, a parer mio, è gridare: "No! Mille volte no!". Non già per moralismo scandalizzato (sappiamo tutti quanto spesso grandi ingegni, anche solitamente austeri, si siano avventurati nel campo dell'erotismo, anche di quello più spinto), ma per senso della qualità, della consonanza di un autore con sé stesso. Suor Monica, a metterla accanto ai testi ufficiali di Hoffmann (che so, oltre Gli elisir del diavolo, le Fantasie secondo Callot, I notturni, I fratelli di San Serapione, Il gatto Murr, La principessa Brambilla, Mastro Pulce, tanto per buttar giù qualche titolo), appare di una povertà, di uno schematismo, di una maniaca ripetitività, di una frammentaria slegatezza assolutamente estranei al suo estro ricco e profondo, dinamico e sfumato, agghiacciante e umoristico.».

## Trama
La protagonista del romanzo è una suora che vive in un convento di clausura. Un giorno ella decide di rivelare alle consorelle le scabrose vicende che caratterizzarono la sua gioventù.

## Edizioni
- (DE) Schwester Monika, erzhält und erfhärt. Eine erotisch-psysisch-psychisch-philantropisch-philantroipinische Urkunde des säkularisierten Klosters X in S [Suor Monika, esperienze e racconti. Un documento erotico-fisico-psichico-filantropico-filantropinico del convento laicizzato di X a S] (PDF), s.n. [Leipzig], Kos und Loretto, 1815.
- (DE) Anonymus, Schwester Monika, erzhält und erfhärt. Eine erotisch-psysisch-psychisch-philantropisch-philantroipinische Urkunde des säkularisierten Klosters X in S, a cura di Gustav Gugitz, Wien, Ludwig, 1910. Ristampa anastatica: Gala, Hamburg 1965.
- Suor Monika [Schwester Monika erzahlt und erfahrt], traduzione di Fabia Gatti e Renato Dealbera, introduzione di Claudio Magris, Milano, Mondadori, 1979.
- Suor Monika, traduzione di Cecilia Santini, Milano, ES, 1994, ISBN 88-85357-78-4.
- Suor Monika, in I magnifici 7 capolavori della letteratura erotica, traduzione di Marco Rossetti, Introduzione di Riccardo Reim, ebook, Roma, Newton Compton Editori, 2013, ISBN 978-88-541-5240-3.